# کره‌سیاه شیرین
کره‌سیاه شیرین، روستایی از توابع بخش مرکزی شهرستان بهبهان در استان خوزستان ایران است.
این روستا خود به دو بخش کره سیای شیرین و کره سیای دهه حسنی اکثریت جمعیت آن آقاجری هستند تقسیم می‌شود.

## جمعیت
این روستا در بخش مرکزی قرار دارد و براساس سرشماری مرکز آمار ایران در سال ۱۳۸۵، جمعیت آن ۴۱۷ نفر (۹۶خانوار) بوده‌است.